# Amorphoscelis pantherina
Amorphoscelis pantherina är en bönsyrseart som beskrevs av Roger Roy 1966. Amorphoscelis pantherina ingår i släktet Amorphoscelis och familjen Amorphoscelidae. Inga underarter finns listade i Catalogue of Life.